# ローガン・ワーモス
- ローガン・ウォーモス

ローガン・ブロック・ワーモス（Logan Brock Warmoth, 1995年11月6日 - ）は、 アメリカ合衆国フロリダ州オレンジ郡オーランド出身のプロ野球選手（遊撃手）。右投右打。MLBのシアトル・マリナーズ傘下所属。
メディアによっては「ウォーモス」と表記されることもある。

## 経歴

### プロ入りとブルージェイズ傘下時代
2017年のMLBドラフト1巡目（全体22位）でトロント・ブルージェイズから指名され、プロ入り。契約後、傘下のルーキー級ガルフ・コーストリーグ・ブルージェイズでプロデビュー。A-級バンクーバー・カナディアンズでもプレーし、2球団合計で45試合に出場して打率.302、2本塁打、23打点、6盗塁の成績を残した。
2018年にMLB.comが発表したプロスペクトランキングでは、ブルージェイズの組織内で5位にランクインした。この年はルーキー級ガルフ・コーストリーグ・ブルージェイズで4試合、A+級ダニーデン・ブルージェイズで75試合の合計79試合に出場し、打率.249、1本塁打、28打点を記録した。
2019年はA級ダニーデンとAA級ニューハンプシャー・フィッシャーキャッツで合計101試合に出場し、打率.235、3本塁打、31打点を記録した。シーズン終了後には各球団のプロスペクトが集まる教育リーグであるアリゾナ・フォールリーグに参加した。
2021年はAAA級バッファロー・バイソンズで107試合に出場し、打率.228、9本塁打、41打点を記録した。
2022年はAAA級バッフォローで90試合に出場し、打率.229、7本塁打、45打点を記録した。

### マリナーズ傘下時代
2022年12月7日に開催されたルール・ファイブ・ドラフトのマイナーリーグ・フェイズにおいて、シアトル・マリナーズから指名されて移籍した。

## プレースタイル
特筆すべき武器は無いが、欠点も少ない遊撃手である。